# Titaea
Titaea is a genus of moths in the Saturniidae family. 

## Specii
- Titaea lemoulti (Schaus, 1905)
- Titaea orsinome Hübner, 1823
- Titaea raveni Johnson & Michener, 1948
- Titaea tamerlan (Maassen, 1869)
- Titaea timur (Fassl, 1915)